# Starkówko
Starkówko (kaszb. Starkówkò) – osada w Polsce położona w województwie pomorskim, w powiecie bytowskim, w gminie Trzebielino. 
Miejscowość wchodzi w skład sołectwa Starkowo.
W latach 1975–1998 miejscowość należała administracyjnie do województwa słupskiego.